# 山村明嗣
山村 明嗣（やまむら てるつぐ、1976年5月26日 - ）は、日本の政治家。
参議院議員（1期）、品川区議会議員（1期）を歴任した。

## 略歴
日蓮正宗の寺院妙光寺住職大東院日明の孫として生まれる。芝中学校・高等学校を経て、明治大学政治経済学部政治学科を卒業する。
大学卒業後、菅直人事務所私設秘書を務める。
2003年、品川区議会議員選挙に立候補し、最年少当選（当時）。選挙の直前に結婚。媒酌人は松原仁が務めた。
2007年、第21回参議院議員通常選挙の比例区に民主党公認で立候補するも、落選。
2013年5月20日、参議院議員であった大江康弘が参議院議長へ辞職願を提出、同月22日の参議院本会議で辞職が許可された。大江は民主党の比例区から当選しているため、辞職により民主党の比例区候補が繰り上げ当選の対象となり、山村が参議院議員の繰り上げ当選の資格を得た。2013年6月4日、中央選挙管理会において繰上補充が決定され、6月5日に告示された。同年7月までの任期となり改選を迎えていたが、第23回参議院議員通常選挙には立候補の届け出を行わなかった。
2015年4月の統一地方選挙で、岡山県議会議員選挙笠岡市選挙区（定数2）に立候補を表明。4月12日の投票の結果、3位で落選した。
2020年時点では立憲民主党東京都総支部連合会の職員を務めている。

## 著書
- 『行動あるのみ 〜安国の為に立つ〜 対談×菅直人・江田五月』（マネジメント社、2007年）